# Катала, Камилла
Камилла Катала (фр. Camille Catala; род. 6 мая 1991, Монпелье) — французская футболистка, выступавшая на позиции нападающего.

## Карьера
Камилла Катала начинала свою карьеру футболистки в клубе «Сен-Кристоль-лез-Але». В его составе она появилась в матче Кубка Франции, где её заметили. Вскоре Катала перешла в «Сент-Этьен», где сразу же была включена в стартовый состав. В первый сезон за этот клуб она провела 15 матчей в Дивизионе 1, забив лишь один гол (10 мая 2009 года в ничейном (2:2) матче с командой «Изёр»). В следующем сезоне «Сент-Этьен» объединился с одноимённым мужским клубом французской Лиги 1, сформировав его женскую секцию. В последующие годы Катала продолжала оставаться игроком основного состава команды.
В июне 2012 года стало известно о переходе Каталы в клуб «Жювизи», который в 2017 году был приобретён клубом «Париж» и таким образом сменил своё название на его.

### В сборной
Камилла Катала выступала за сборные Франции различных возрастных категорий. В составе команды до 17 лет она в 2008 году принимала участие в чемпионате Европы среди девушек до 17 лет в 2008 году, а также в первом чемпионате мира среди девушек до 17 лет, где Франция не смогла преодолеть групповой этап. Единственный гол Каталы на мировом первенстве пришёлся на победный матч против Парагвая, завершившийся со счётом 6:2. В составе сборной до 19 лет Катала играла на международном турнире Кубок Ла Манга и в 2009 году на чемпионате Европы среди девушек до 19 лет, где француженки вышли в полуфинал, где в дополнительное время уступили Швеции.

## Статистика

### Клубная
Источник: statsfootofeminin.fr
| Клуб             | Сезон            | Лига | Лига | Кубок | Кубок | Еврокубки | Еврокубки | Всего | Всего |
| Клуб             | Сезон            | М    | Г    | М     | Г     | М         | Г         | М     | Г     |
| ---------------- | ---------------- | ---- | ---- | ----- | ----- | --------- | --------- | ----- | ----- |
| Сент-Этьен       | 2008/09          | 15   | 1    | 3     | 0     | —         | —         | 18    | 1     |
| Сент-Этьен       | 2009/10          | 22   | 5    | 2     | 4     | —         | —         | 24    | 9     |
| Сент-Этьен       | 2010/11          | 22   | 7    | 5     | 4     | —         | —         | 27    | 11    |
| Сент-Этьен       | 2011/12          | 22   | 13   | 2     | 1     | —         | —         | 24    | 14    |
| Сент-Этьен       | Всего            | 81   | 26   | 12    | 9     | —         | —         | 93    | 35    |
| Жювизи           | 2012/13          | 19   | 11   | 3     | 2     | 7         | 2         | 29    | 15    |
| Жювизи           | 2013/14          | 21   | 9    | 2     | 1     | —         | —         | 23    | 10    |
| Жювизи           | 2014/15          | 21   | 10   | 3     | 4     | —         | —         | 24    | 14    |
| Жювизи           | 2015/16          | 19   | 7    | 3     | 4     | —         | —         | 22    | 11    |
| Жювизи           | Всего            | 80   | 37   | 11    | 11    | 7         | 2         | 98    | 50    |
| Всего за карьеру | Всего за карьеру | 161  | 63   | 23    | 20    | 7         | 2         | 191   | 85    |

#### Голы за сборную
| # | Дата         | Место                                | Соперник | Счёт | Итог | Соревнование            |
| - | ------------ | ------------------------------------ | -------- | ---- | ---- | ----------------------- |
| 1 | 4 июля 2012  | Стад де ла Сур, Орлеан, Франция      | Румыния  | 6-0  | 6-0  | товарищеский матч       |
| 2 | 28 июля 2012 | Хэмпден Парк, Глазго, Шотландия      | КНДР     | 5-0  | 5-0  | летние Олимпийские игры |
| 3 | 7 июля 2017  | Стад де ла Моссон, Монпелье, Франция | Бельгия  | 2-0  | 2-0  | товарищеский матч       |

## Достижения
- Победительница SheBelieves Cup: 2017